# Хадашим (синагога)
«Хадашим» (івр. חדשים, «Новатори»; також івр. יענקלה גלנצר שול, Янкеле Ґланцер Шуль; Стара хасидська синагога) — синагога у Львові, яка нині не діє. Розташована за адресою вул. Вугільна, 3, на розі з площею Святого Теодора. На час побудови, у 1844 році синагога «Хадашим» була другою за розміром після Великої міської синагоги. Синагога була молитовним будинком (клойзом) для Белзьких хасидів.

## Історія
1838 року, після зустрічі львівського рабина Якова Оренштейна з ружинським цадиком Ізраїлем Фрідманом, у Львові відбулися позитивні зміни в ставленні до хасидів. Виник новий хасидський напрям «Хадашим» (новатори), прихильники якого 1840 року на розі вулиці Вугільної та площі Святого Теодора відкрили громадську релігійну школу для хлопчиків — Талмуд-Тору. Керівник громади, купець Якуб (Янкель) Ґланцер 1842 року придбав ділянку поруч з Талмуд-Торою і власним коштом побудував 1844 року синагогу «Хадашим» або ж «Янкеле Ґланцер Шуль» — місця, де б хасиди могли збиратися легально. Проте представники прогресистського руху «Хаскала», в особі яких було репрезентовано серед євреїв Львова офіційну австрійську владу, відмовилися надати дозвіл на відкриття нової божниці, аргументуючи тим, що синагога вийшла набагато більшою за розмірами, ніж було заплановано. Будівля Ґланцера на той час дійсно стала найбільшою єврейською божницею Краківського передмістя. Хоча цю роль «Хаскала» наперед призначила своїй синагозі «Темпль», яка досі перебувала в процесі будівництва. Дозвіл на відкриття синагоги на Вугільній Якуб Ґланцер отримав лише у 1846 році — після того, як вдруге пожертвував значні кошти на користь «Темплю».
Споруда посіла наріжну парцелю кварталу, виходячи східним фасадом на вулицю Вугільну, а північним — на площу Святого Теодора. Її молитовний зал мав розміри 15,6×12 м. При його західній стіні було влаштовано два яруси жіночих галерей, до яких вели зовнішні дерев'яні сходи. Інтер'єр та екстер'єр цієї первісної синагоги були вирішені у класицистичному стилі. Софіт молитовного залу вкривали розписи невідомого маляра. Синагогу побудували в комплексі з двоповерховою Талмуд-Торою, а в молитовному залі обладнали два яруси галерей для жінок. Тут була також міква. Синагога «Хадашим», подібно до Хасидим Шуль, не підкорялася правлінню єврейської громади. Ця обставина призвела до гострого конфлікту, який вдалося залагодити лише 1848 року. 
1882 року за проєктом Йозефа Енґеля відбулася реконструкція застарілих зовнішніх сходів. Невдовзі, 1888 року вихід на жіночі галереї переробили за проєктом Маврикія Зильберштайна: демонтовано зовнішні сходи та облаштовано внутрішні у добудованій сходовій клітці. На початку XX століття синагога втратила свій осібний статус і опинилася під юрисдикцією міської юдейської громади. 1912 року синагога разом з Талмуд-Торою зазнала ґрунтовної реконструкції за проєктом архітектора Володимира Підгородецького. Фасади набули сецесійного вигляду, надбудовано аттик, другий ярус над Талмуд-Торою та другий ярус галерей.
Під час листопадового погрому 1918 року, вчиненого польськими вояками та цивільними після взяття Львова під час польсько-української війни. Причиною погромів була, попри проголошений нейтралітет, підтримка українців галицькими юдеями, а також антисемітська істерія, яка панувала у польській пресі напередодні і під час Першої світової війни. Синагогу на вул. Вугільній було спалено, у 1919—1920 роках її відновлено. Після проведених робіт синагога втратила стильову виразність. Зокрема капітелі пілястр на фасадах набрали спрощених форм, а тоді також була загладжена пишно декорована верхня частина фасадів.
Під час німецької окупації Львова у 1941—1944 роках працівники торговиці «Стара Тандита», що діяла на площі святого Теодора, використовували будівлю як торговельний склад; з боку площі Святого Теодора розрубали велику в'їзну браму для вантажівок. По війні у зайнятому радянськими військами Львові залишки єврейської спільноти гуртувалися довкола синагоги Ґланцера як біля єдиної збереженої юдейської божниці у Краківському передмісті Львова. Вона стала місцем зібрань новоутвореної «Добровільної спільноти Єврейської громади м. Львова». Згідно зі звітами, щоденно синагогу відвідувало 45–50 осіб, а в святкові дні — 1000–1200 осіб. У синагозі «Хадашим» по війні служив відомий рабин Давид Кагане, який залишив мемуари про Голокост. У радянському Львові активне культурне життя євреїв сприймалося як виклик соціалістичній системі. Близькість синагоги Ґланцера до ринку на площі святого Теодора викликала асоціації причетності її відвідувачів до спекулятивних оборудок, їх колективно засуджували або звільняли з місця праці. Активних діячів заарештовували або відсторонювали від діяльності при синагозі. У перші роки «хрущовської відлиги» ситуація довкола синагоги дещо нейтралізувалася. Спільноті навіть вдалося отримати у 1954 році дозвіл на влаштування у пивницях синагоги ритуальної лазні мікви (збереглася до наших днів) та на випікання у міських пекарнях ритуального хліба маци, а на подвір'ї вимурували невеличку споруду для шхиту (у 1996 року переобладнали на лікарський кабінет). Синагогу на Вугільній відвідували сотні приїжджих з інших міст Західної України, де не збереглися місцеві синагоги. Її відвідували представники дипломатичних місій Японії та США. 19 травня 1958 року синагогу на вул. Вугільній відвідав тодішній посол Ізраїлю в СРСР Йосеф Авідар. Сюди спрямовувалися потоки допомоги від міжнародних єврейських організацій. Можливо, саме через ці обставини вже у 1961 році синагогою та її відвідувачами знову зацікавилися відповідні органи. На членів спільноти чинили тиск, а згодом почалися арешти. Членів єврейської спільноти звинуватили у спекуляції валютою та золотом. У 1962 році після показового процесу над «спекулянтами» єврейську громаду позбавили права на синагогу і по смерті останнього львівського рабина, Янкеля Ґурарі, комуністична влада закрила синагогу. Того ж року синагогу передали спортивній кафедрі Львівського поліграфічного інституту. Тут було облаштовано спортивну залу вишу. Пристосовуючи молитовний зал під спортивний, розібрали західні галереї, олійною фарбою замастили розписи плафона, а також замурували нішу для Арон Га-кодеша у східній стіні. Майно божниці розподілили між львівськими музеями.
1989 року синагогу передали Львівському товариству єврейської культури імені Шолом-Алейхема, яке використовує її як культурний центр. У 1994—1995 роках проводилися певні будівельні роботи, які внесли деякі зміни, зокрема, з боку подвір'я розібрали відкриті сходи при західній стіні, в молитовному залі закрили склоблоками галерею на третьому ярусі, влаштували підвісні стелі в партерових приміщеннях Талмуд-Тори, закривши первісне перекриття.
13 грудня 1991 року будівля синагоги внесена до реєстру пам'яток архітектури місцевого значення під охоронним № 2032-м.

## Архітектура
Після перебудови Володимира Підгородецького у 1912 році синагога стала репрезентативною сецесійною будівлею. Її фасади з виразною архітектурною пластикою завершував декорований фриз з карнизом і увінчував вишуканий аттик. Над Талмуд-Торою надбудовано ще один ярус, що дало змогу влаштувати від півдня два яруси жіночих галерей. Споруду прикрасили круглі вікна, влаштовані на видовжених півциркульних осях, які освітлювали великий молитовний зал та другі яруси жіночих галерей. 
Споруда синагоги займає дві парцелі в забудові кварталу. В її північній частині розташований молитовний зал, в південній — синагогальні приміщення. Обидві рівновисокі частини вкриває спільний дах. Синагогальне призначення споруди підкреслює її архітектурне вирішення. П'ятивісьові північний та східний фасади вирізняються видовженими півциркульними вікнами з круглими над ними. Декоративною оздобою фасадів є коринтські капітелі пілястр. Принцип поєднання круглих вікон з видовженими півциркульними став характерним для львівських синагог. Триярусні синагогальні приміщення, як звичайно, мають вигляд житлового будинку. В інтер'єрі молитовного залу збережено два яруси південних жіночих галерей.

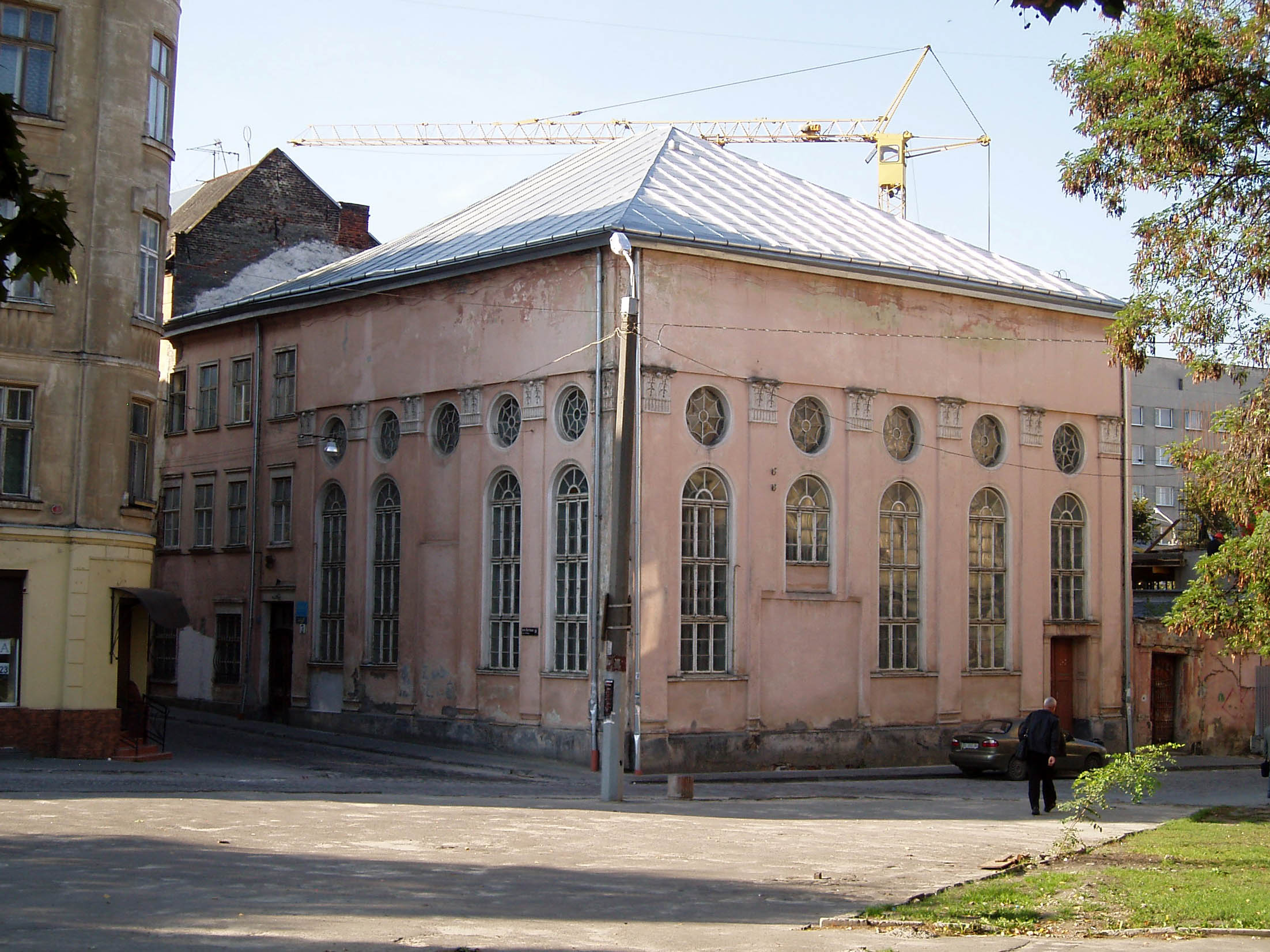
Загальний вигляд синагоги
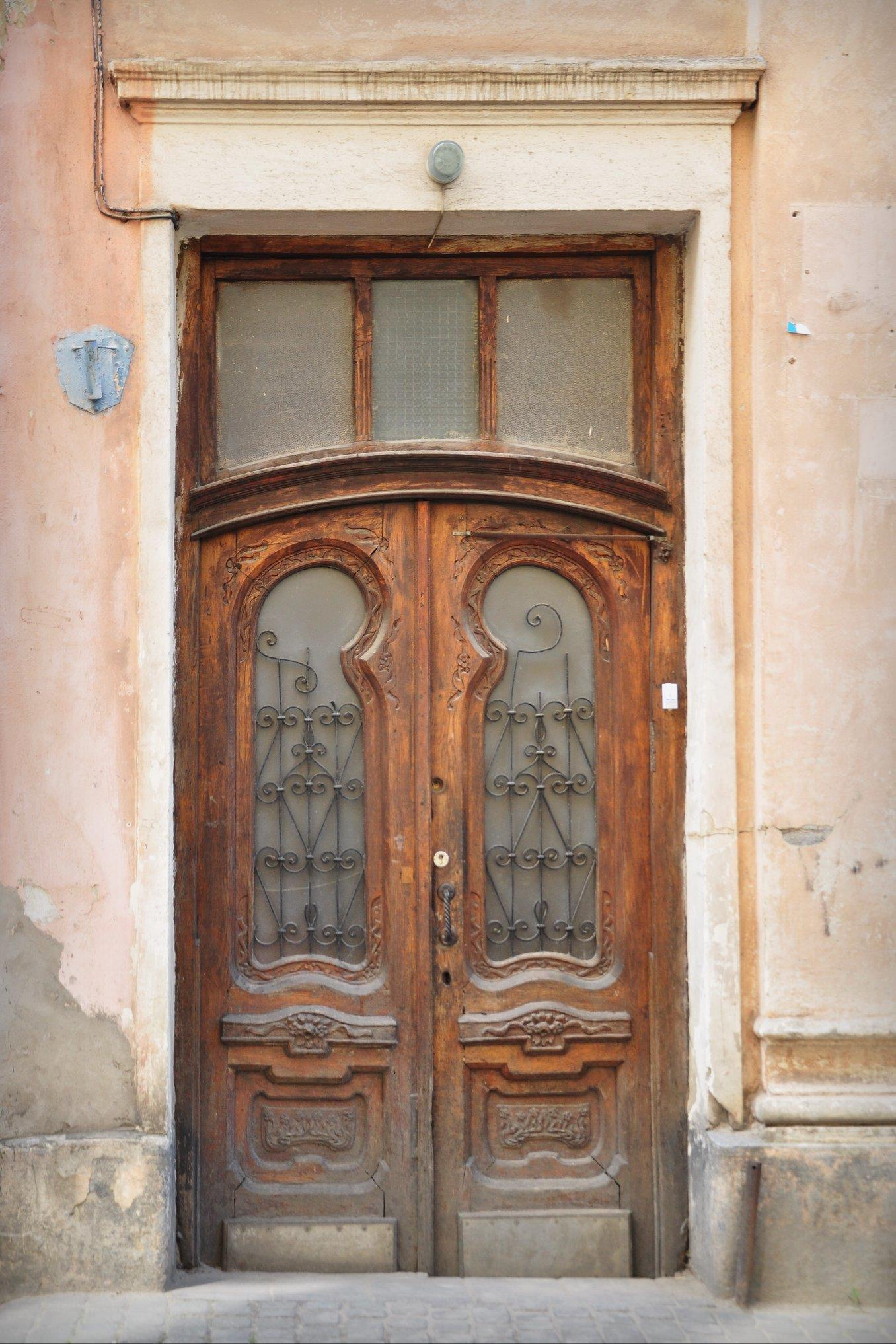
Вхідна брама від вул. Вугільної
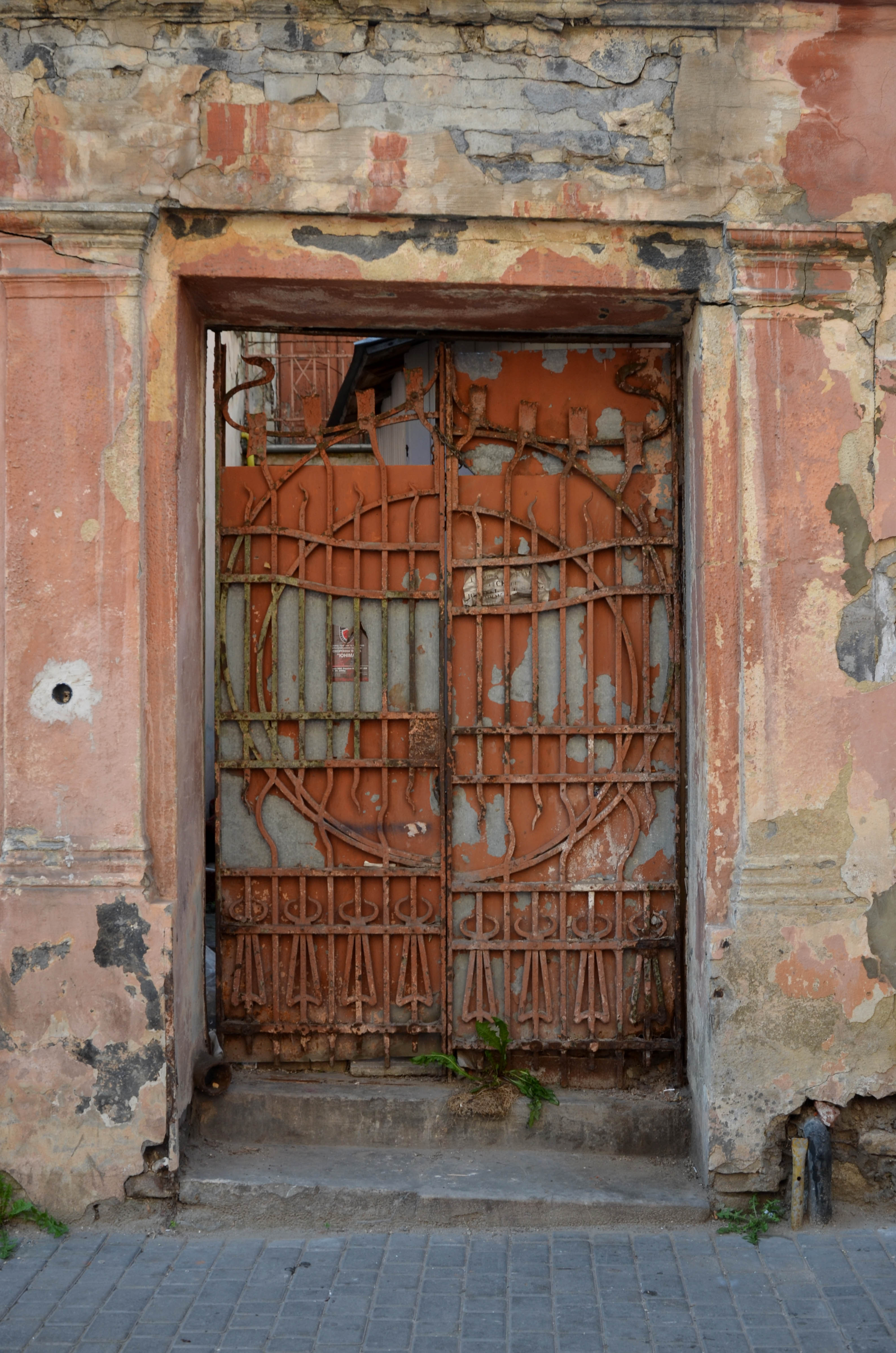
Брама від площі Святого Теодора
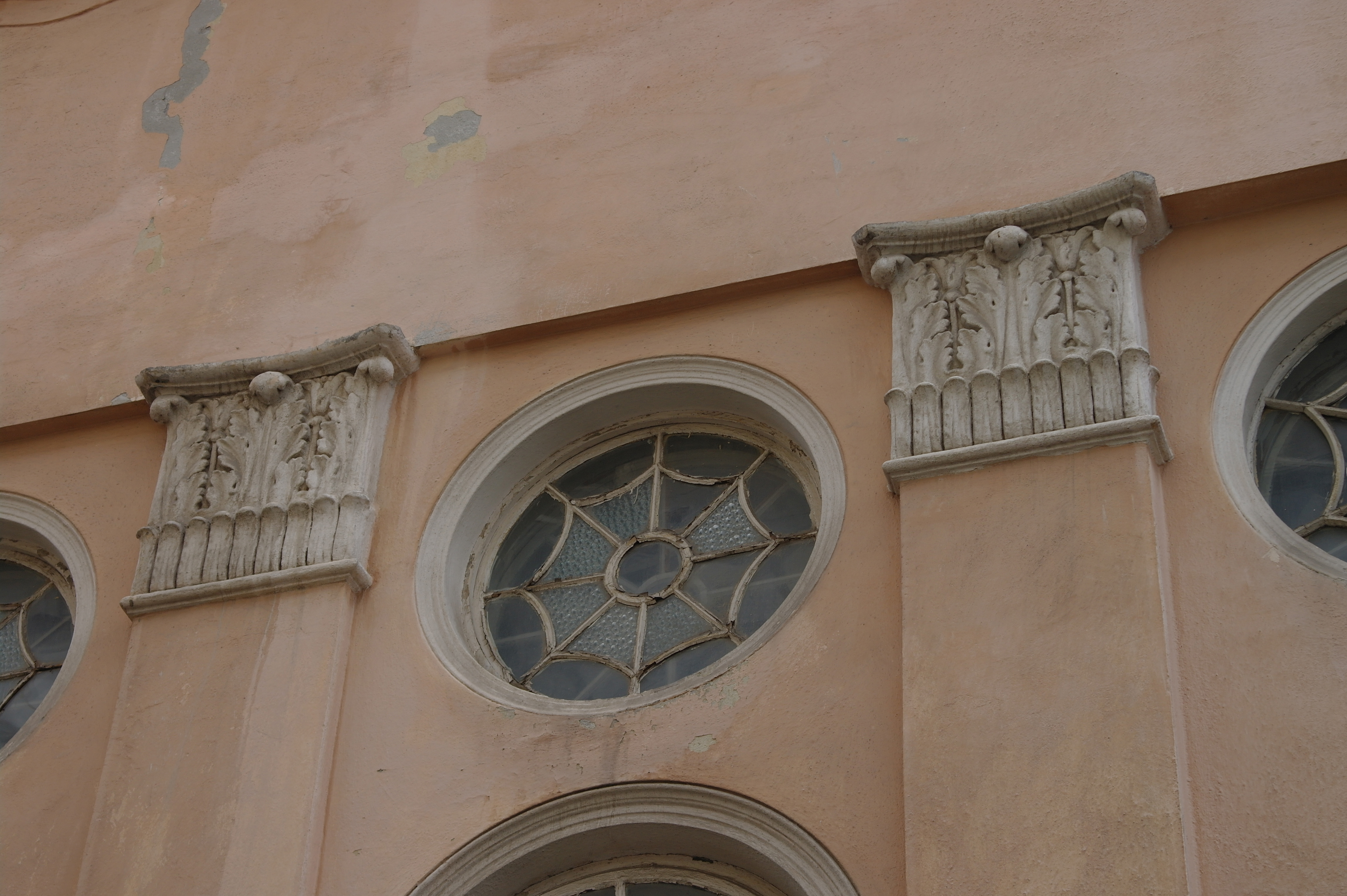
Коринтські капітелі пілястр в оздобленні фасадів синагоги
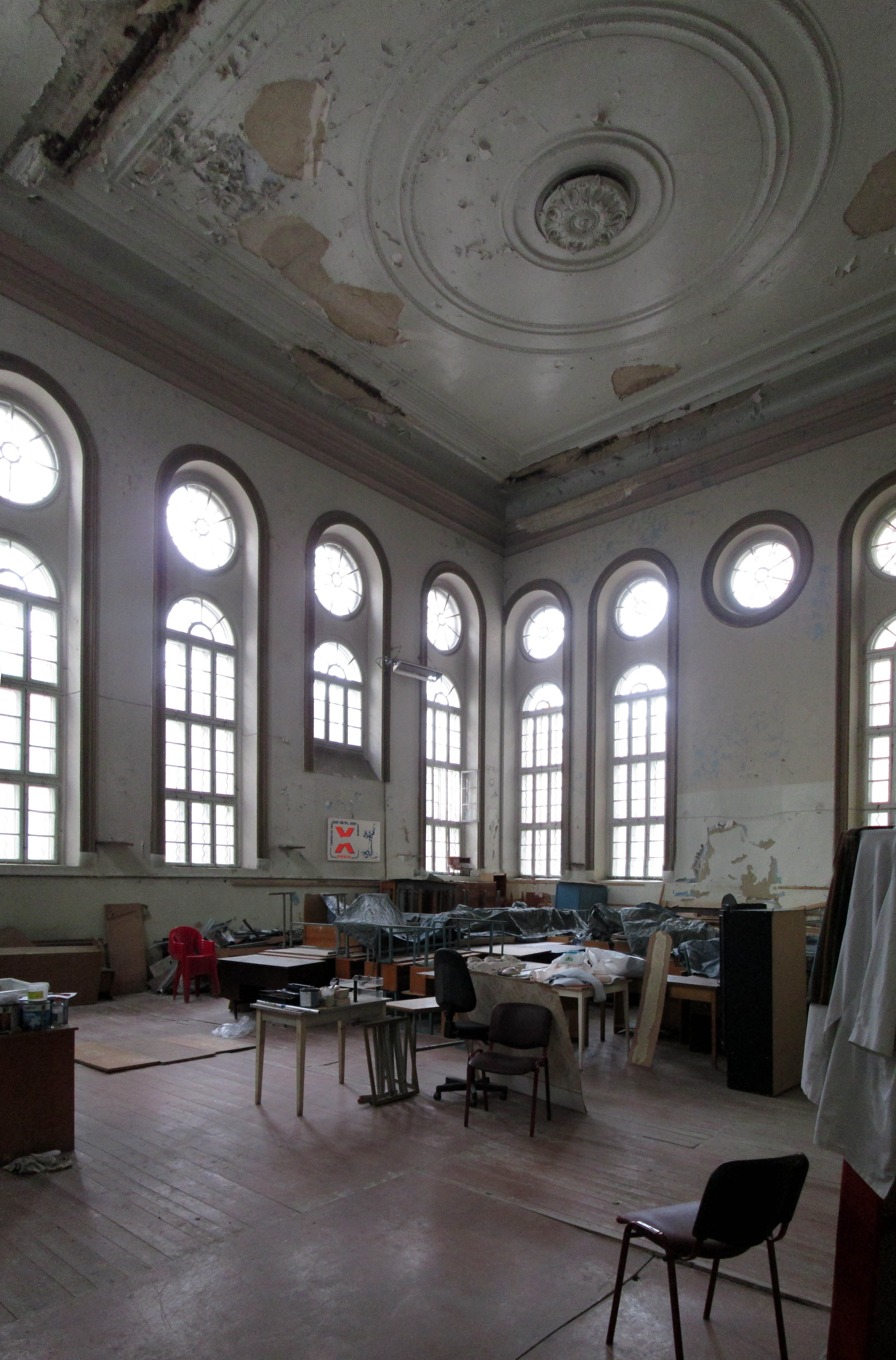
Інтер'єр синагоги
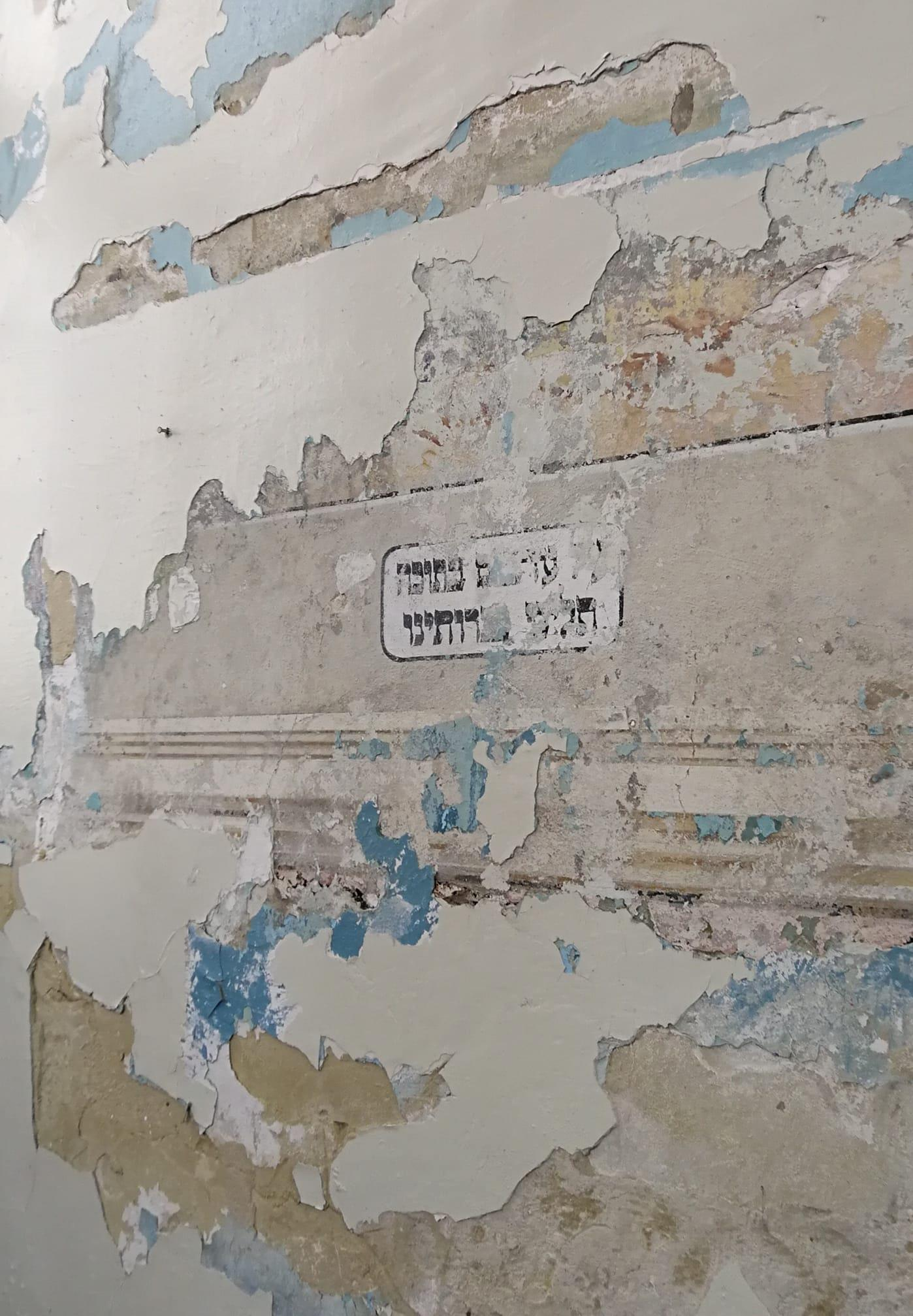
Стінопис в інтер'єрі синагоги
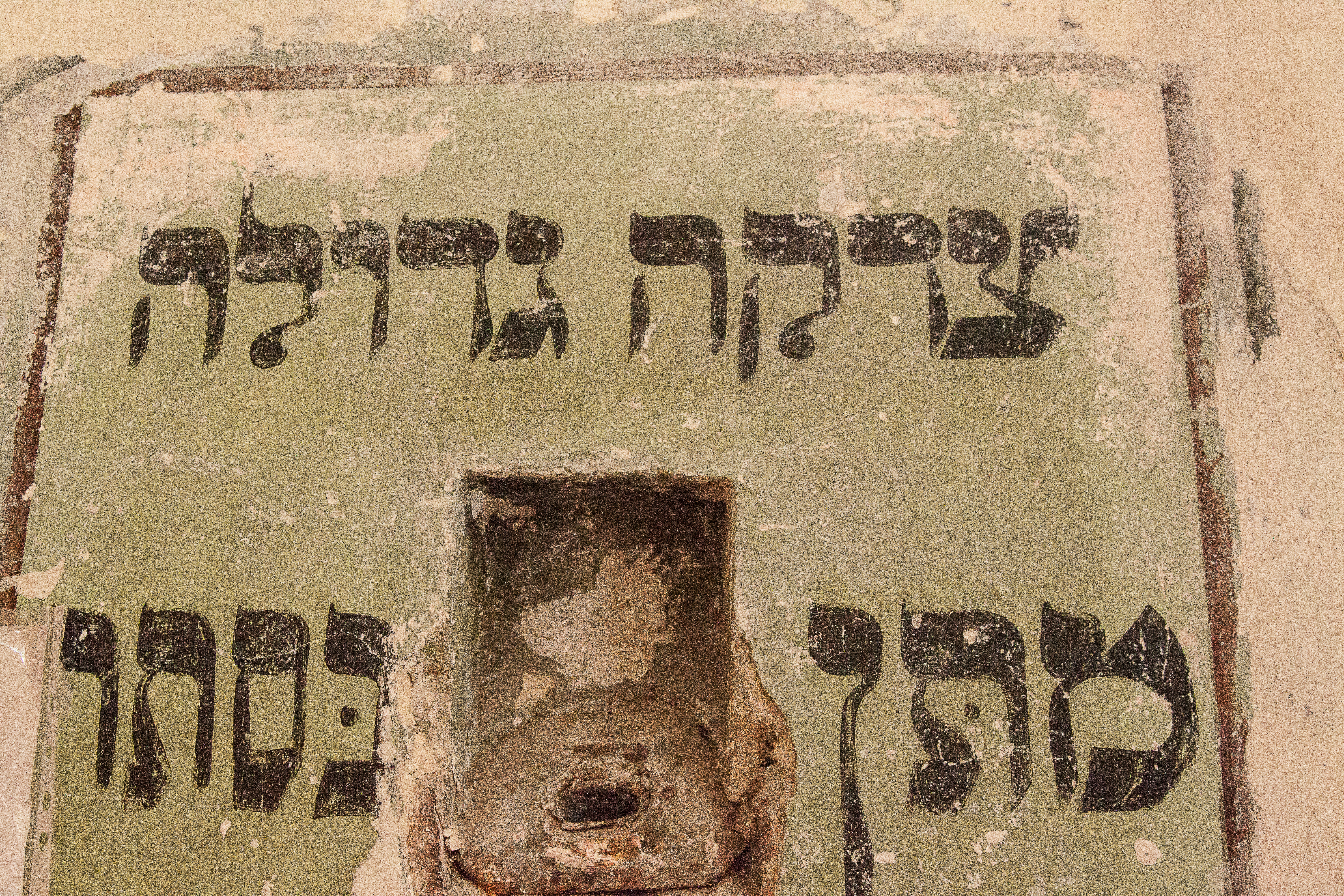
Стінопис в інтер'єрі синагоги
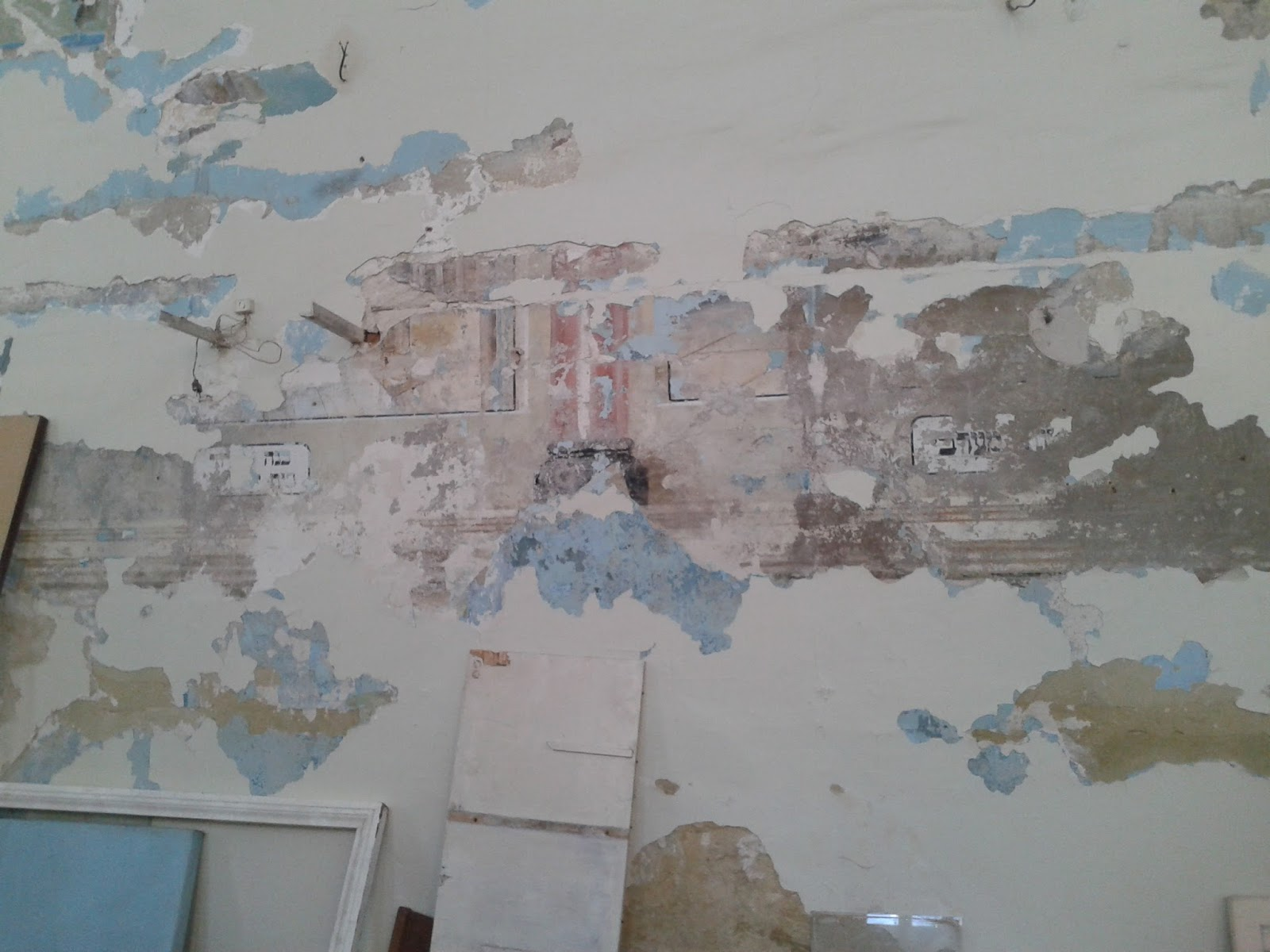
Стінопис в інтер'єрі синагоги
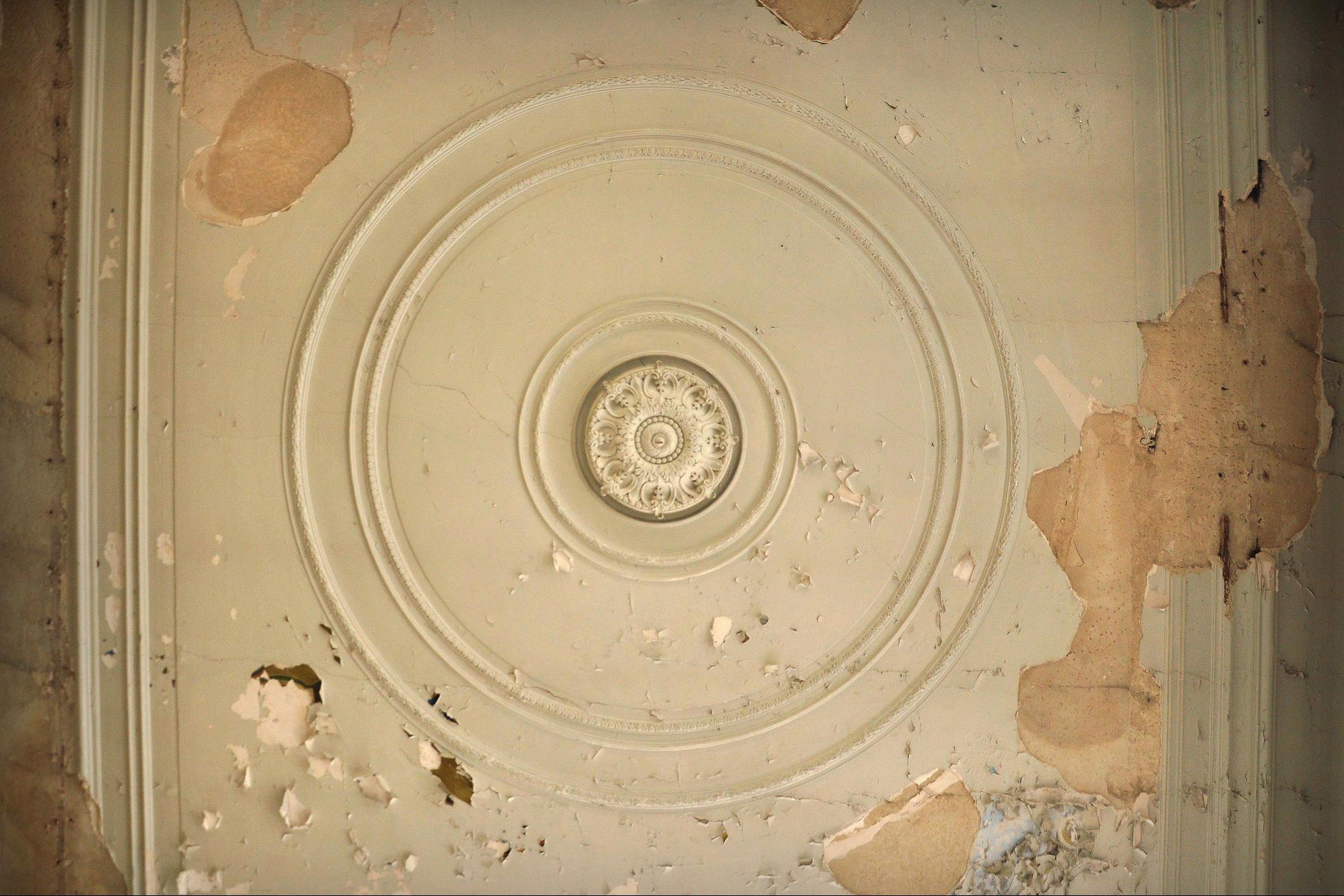
Плафон
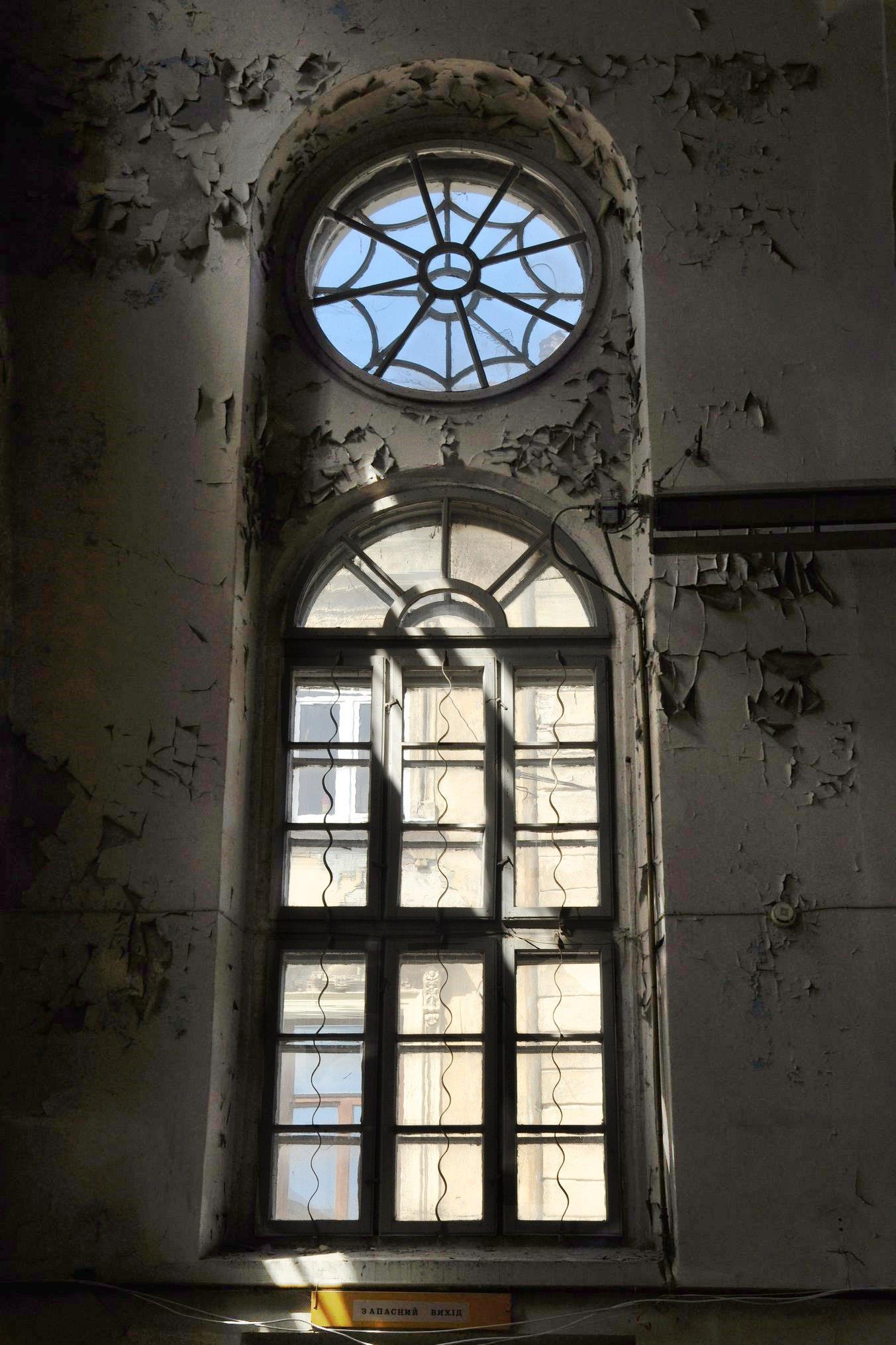
Поєднання круглих вікон синагоги з видовженими півциркульними